# الحياة جميلة (فلم)
الحياة جميلة (بالإيطالية: La vita è bella) هو فيلم باللغة الإيطالية لعام 1997 يحكي قصة يهودي إيطالي غيدو أورفيتشي (يمثله روبيرتو بينيني الذي أخرج وشارك في كتابة الفيلم)، الذي يجب أن يوظف خياله الخصب لمساعدة عائلته خلال اعتقالهم في معسكر اعتقال نازي.

## القصة
قصة الفيلم مستوحاة جزئيًا من كتاب بعنوان «لقد تغلبت على هتلر في النهاية» لروبينو روميو سالمونو ومن حياة والد روبرتو بنيني الذي قضى عامين في معسكر اعتقال نازي خلال الحرب العالمية الثانية.
تدور أحداث الفيلم في إيطاليا عام 1939، حيث يصل الشاب اليهودي غيدو أوريفيس للعمل في مطعم عمه إليسيو في مدينة أريتسو بمقاطعة توسكانا. يقابل غيدو في أريستو فتاة تدعى دورا تعمل معلمة ويسعى لخطبتها مسؤول حكومي محلي ثري ولكنه فظ ومتعجرف. يقع غيدو في حب دورا ويختطفها من حفل خطبتها على ظهر حصان بعد أن يهين خطيبها وأمها، ثم يتزوجا وينجبا ابنهما جيوسيه، ويدير غيدو مكتبة بعد أن ترك العمل مع عمه.
ينقلب مسار الأحداث رأسًا على عقب حين تجتاح قوات ألمانيا النازية شمال إيطاليا في عام 1944 بعد اندلاع الحرب العالمية الثانية، وتعتقل القوات النازية غيدو مع عمه إليسيو وابنه جيوسيه في عيد ميلاد جيوسوي، ويتم إجبارهم مع العديد من اليهود الآخرين على ركوب قطار لنقلهم إلى معسكر اعتقال نازي. تقرر دورا أن تركب القطار معهم لتظل بالقرب من الطفل. وفي المعسكر يبتعد غيدو ودورا عن بعضهما البعض بسبب قوانين المعسكر التي تفصل الرجال عن النساء، فيعهد غيدو إلى ابتكار العديد من الحيل مثل استخدام مكبر الصوت الخاص بالمعسكر لإرسال رسائل رمزية أو حرفية إلى ليؤكد لها أنه مع ابنهما في أمان.
يقتل النازيون العم إليسيو، وينجو جيوسيه بأعجوبة من القتل في غرف الغاز حين يخدع النازيون الأطفال الذين يقتادوهم إلى هناك ويخبروهم أنها غرف للاستحمام فيقرر جيوسيه الهروب منهم لأنه يكره الاستحمام. يحاول غيدو طمأنة ابنه جيوسيه وحمايته في نفس الوقت، فيخبره أنهما سيلعبان لعبة ينبغي عليه فيها أن ينفذ المهام التي تطلب منه، وكل مهمة ستمنحه عدد من النقاط، والفائز بألف نقطة سيفوز في النهاية بدبابة. يحبر غيدو الطفل أنه إذا بكى، أو قال أنه يريد والدته، أو قال إنه جائع، فسوف يخسر نقاطًا، بينما يكسب الأولاد الهادئون الذين يختبئون من حراس المعسكر نقاطًا إضافية. ويستغل غيدو ظهور الضباط الألمان مع عائلاتهم أثناء زياراتهم ليُظهر لجيوسيه أن الأطفال الآخرين يختبئون كجزء من اللعبة. يستفيد غيدو أيضًا من مربية ألمانية كانت تعتقد أن جيوسيه هو ابن أحد مسؤولي المعسكر للحصول على طعام إضافي للطفل، كما يقدم بعض الخدمات الضباط الألمان.
يحاول غيدو الهرب من المعسكر أثناء الفوضى التي تحدث مع اقتراب دخول قوات الحلفاء، فيطلب من جيوسيه الاختباء داخل صندوق وأن يظل مكانه حتى يغادر الجميع وأن هذه هي آخر مهمة في اللعبة. يكتشف الجنود الألمان غيدو أثناء بحثه عن دورا فيطلقون عليه النار، وحين تصل دبابات الجيش الأمريكي إلى المعسكر يخرج جيوسيه من الصندوق ويرى الدبابة فيشعر بسعادة غامرة إذ يظن أنه قد فاز في اللعبة غير مدرك أن والده قد مات، يسمح الضابط الأمريكي للطفل بأن يركب الدبابة معهم أثناء نقله خارج المعسكر. وفي الخارج يلتقي الطفل أخيرًا بوالدته ويحكي لها عن فوزه في اللعبة التي لعبها مع والده.

## الجوائز
فاز الفيلم بالجائزة الكبرى في مهرجان كان السينمائي عام 1998، كما حصل على تسع من جوائز ديفيد دي دوناتيلو من بينها جائزة ديفيد دي دوناتيلو لأفضل فيلم، وخمس من جوائز ناسترو دي أرجنتو في إيطاليا، واثنين من جوائز مهرجان الفيلم الأوروبي، وثلاث جوائز أوسكار كان من بينها جائزة أفضل فيلم بلغة أجنبية، وأفضل ممثل غير إنجليزي في دور أول لروبرتو بنيني.

## الموسيقى
ألف نيكولا بيوفاني موسيقى الفيلم التصويرية باستثناء مقطوعة باركارول الكلاسيكية لجاك أوفنباخ. حصلت الموسيقى التصويرية للفيلم على جائزة الأوسكار لأفضل موسيقى تصويرية أصلية. كما رشحت لجائزة غرامي لأفضل تأليف موسيقي مكتوب للفيلم أو التلفزيون أو الوسائط مرئية.

## وصلات خارجية
- مقالات تستعمل روابط فنية بلا صلة مع ويكي بيانات

1. ↑  "Roberto Benigni: Dante is Beautiful". Mary Manning. مؤرشف من الأصل في 2021-02-24.
2. ↑  Rooney، David (3 يناير 1998). "Review: 'Life Is Beautiful'". فارايتي. مؤرشف من الأصل في 2017-03-05. اطلع عليه بتاريخ 2016-09-12.
3. ↑  "The 71st Academy Awards (1999) Nominees and Winners". oscars.org. مؤرشف من الأصل في 2015-04-02. اطلع عليه بتاريخ 2015-10-20.